# História da Tasmânia
A história da Tasmânia começa no final da era glacial mais recente (aproximadamente dez mil anos atrás), quando se acredita que a ilha foi unida ao continente australiano. Pouco se sabe da história humana da ilha até a colonização britânica no século XIX.

## Povo indígena
A Tasmânia era habitada por uma população indígena, os aborígenes tasmanianos, e evidências indicam sua presença no território, que mais tarde se tornaria uma ilha, há pelo menos 35 mil anos. Na época da ocupação e colonização britânica em 1803, a população indígena era estimada entre três mil e dez mil. A análise da historiadora Lyndall Ryan dos estudos populacionais a levou a concluir que havia cerca de sete mil espalhados pelas nove nações da ilha; Nicholas Clements, citando pesquisas de N. J. B. Plomley e Rhys Jones, estabeleceu um número de três mil a quatro mil.
A combinação da chamada Guerra Negra, conflito interno e, a partir do final da década de 1820, a disseminação de doenças infecciosas às quais não tinham imunidade, reduziu a população para cerca de trezentos em 1833. Quase toda a população indígena foi realocada para a Ilha Flinders por George Augustus Robinson. Até a década de 1970, a maioria das pessoas pensava que o último sobrevivente aborígene da Tasmânia era Truganini, que morreu em 1876. No entanto, essa "extinção" era um mito, conforme documentado por Lyndall Ryan em 1991.

## Chegada dos europeus

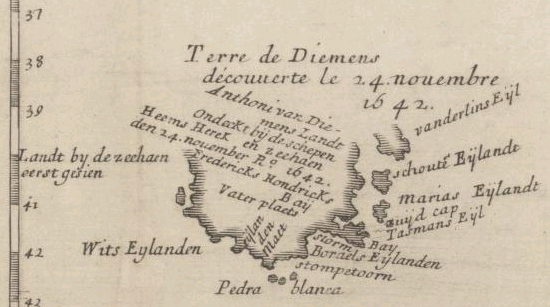
Mapa do século XVII da Tasmânia, mostrando as partes vistas por Tasman

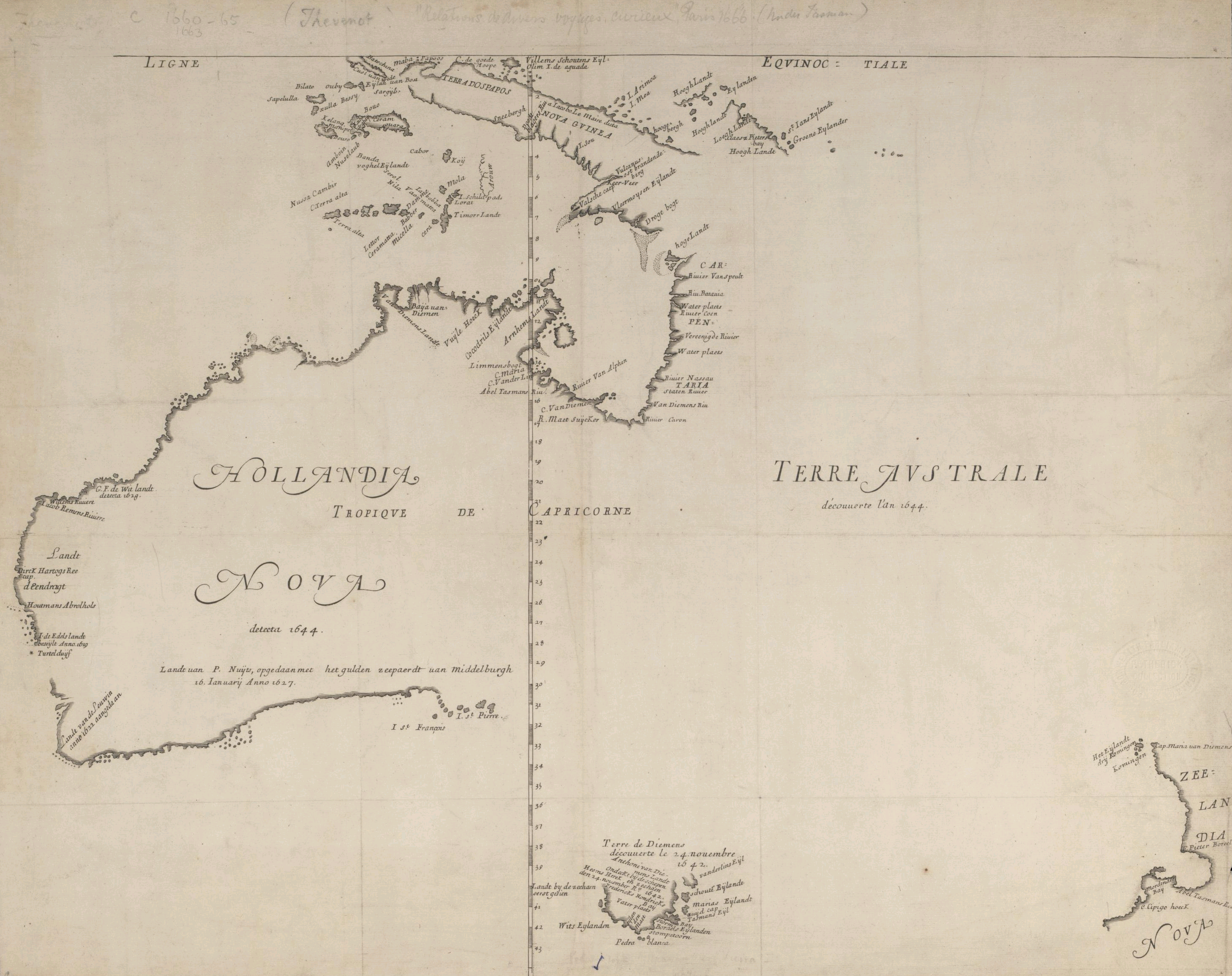
Melchisedech Thevenot (1620?–1692): Mapa da Nova Holanda, 1644, baseado em um mapa do cartógrafo holandês Joan Blaeu

O primeiro avistamento relatado da Tasmânia por um europeu foi em 24 de novembro de 1642 pelo explorador holandês Abel Tasman, que nomeou a ilha Anthoonij van Diemenslandt, em homenagem ao seu patrocinador, o governador das Índias Orientais Holandesas. O nome foi posteriormente encurtado para Terra de Van Diemen (Van Diemen's Land) pelos britânicos. Em 1772, uma expedição francesa liderada por Marc-Joseph Marion du Fresne desembarcou na ilha. O capitão James Cook também avistou a ilha em 1777, e vários outros marinheiros europeus desembarcaram, adicionando uma variedade colorida aos nomes das características topográficas.
O primeiro assentamento foi feito pelos britânicos na enseada de Risdon, na margem leste do estuário do Derwent, em 1803, por um pequeno grupo enviado de Sydney, sob o comando do tenente John Bowen. Um assentamento alternativo foi estabelecido pelo capitão David Collins cinco quilômetros ao sul em 1804 na enseada de Sullivans no lado ocidental do Derwent, onde a água doce era mais abundante. O último assentamento ficou conhecido como Hobart Town, mais tarde abreviado para Hobart, em homenagem ao secretário colonial britânico da época, Lorde Hobart. O assentamento em Risdon foi posteriormente abandonado.
Os primeiros colonos eram em sua maioria condenados e seus guardas militares, com a tarefa de desenvolver a agricultura e outras indústrias. Numerosos outros assentamentos de condenados foram feitos na Terra de Van Diemen, incluindo prisões secundárias, como as colônias penais particularmente duras em Port Arthur, no sudeste, e Macquarie Harbour, na costa oeste. A resistência aborígine a essa invasão foi tão forte que tropas foram enviadas em grande parte da Tasmânia para levar o povo aborígene ao cativeiro em ilhas próximas.